# Hemicircus
Hemicircus ist eine Gattung der Vögel aus der Familie der Spechte (Picidae). Die Gattung umfasst zwei sehr kleine und recht stark vom üblichen Habitus der Spechte abweichende Arten, die jeweils große Teile Süd- und Südostasiens bewohnen. Beide Arten sind an Wald gebunden. Die Nahrung besteht, soweit bekannt, aus Termiten, Ameisen und anderen Insekten, aber auch aus Früchten. Offenbar ist der Bestand beider Arten rückläufig, sie werden von der IUCN aber noch als ungefährdet („least concern“) eingestuft.

## Beschreibung
Die beiden Arten sind sehr kleine, rundliche Spechte mit dünnem Hals, großem Kopf mit ausgeprägter Haube und einem sehr kurzen, gerundeten und nur wenig steifen Schwanz, der zur Spitze nur leicht nach vorn gebogen ist. Der mittellange Schnabel ist ziemlich gerade, meißelförmig zugespitzt und an der Basis breit. Die vierte (äußere) Zehe ist länger als die beiden Vorderzehen, die erste (innerste) Zehe ist etwa halb so lang wie diese. Im Rückengefieder beider Arten wurde eine harzähnliche Substanz nachgewiesen, deren Herkunft unklar ist; entsprechende Drüsen wurden an den Vögeln bisher nicht gefunden. 
Diese Spechte sind insgesamt recht kontrastreich schwarz und weiß gefärbt. Sie zeigen hinsichtlich der Färbung einen deutlichen Geschlechtsdimorphismus. Männchen des Kurzschwanzspechtes haben eine rote Haube, die den Weibchen fehlt. Bei der zweiten Art, dem Rundschwanzspecht, ist der Geschlechtsdimorphismus außergewöhnlich; Männchen haben einen einfarbig schwarzen Kopf, während bei Weibchen Stirn und vorderer Oberkopf weiß sind.

## Systematik
Die Gattung umfasst zwei Arten: 
- Kurzschwanzspecht (Hemicircus concretus (Temminck 1821))
- Rundschwanzspecht (Hemicircus canente (Lesson 1832))